# Calla (группа)
Calla — американская группа, играющая Инди-рок. Образована в 1997 г.
Группа была упомянута журналом Alternative Press в списке «800 групп 2001» года, журнал также опубликовал статью, посвящённую их альбому «Scavengers», где дал ему оценку 3 из 5.
Журнал Rolling Stone дал альбому TELEVISE такую же оценку (3/5).
В июле 2006 группа выступила в Москве с концертом в поддержку российского релиза альбома Collisions.

## Дискография
| Год  | Название            | Лейбл                    | Тип |
| ---- | ------------------- | ------------------------ | --- |
| 1999 | Calla               | Sub Rosa                 | LP  |
| 2001 | Scavengers          | Young God                | LP  |
| 2003 | Televise            | Arena Rock Recording Co. | LP  |
| 2005 | Collisions          | Beggars Banquet Records  | LP  |
| 2007 | Strength In Numbers | Beggars Banquet Records  | LP  |

### Другие записи
- Awake And Under, запись для сборника This Is Next Year: A Brooklyn-Based Compilation (2001)
- Astral, запись для саундтрека фильма Манчжурский кандидат (2004)